# Макасарский язык
Макасарский язык — язык макасаров, один из южносулавесийских языков в составе малайско-полинезийской языковой подсемьи австронезийской языковой семьи. Распространён в индонезийской провинции Южный Сулавеси, главным образом в округах: Пангкеп, Марос, Гова, Бантанг, Дженепонто и Такалар.
Родственен бугийскому языку. В наше время часто записывается латиницей, однако широко распространена и традиционная письменность лонтара, применяемая также для записи бугийского и мандарского языков. Согласно данным справочника Ethnologue, количество носителей на 1989 год составляет 1,6 млн человек. Выделяют несколько диалектов: гова (гоа), туратеа (дженепонто) и марос-пангкеп. Диалект гова считается наиболее престижным.